# یوروکام
یوروکام (انگلیسی: Eurocom) شرکت بازی ویدئویی بریتانیایی است، که در سال ۱۹۸۸ تأسیس شد.